# アレンカ・ブラトゥシェク
アレンカ・ブラトゥシェク（スロベニア語: Alenka Bratušek、1970年3月31日 - ）は、スロベニアの政治家。2013年3月から2014年5月まで、女性として同国初の首相を務めた。

## 経歴
ツェリェ出身。リュブリャナ大学の自然科学・工学部で学んだ。同大学で研究を続けるかたわら、経営学の修士号を取得するため社会科学部にも通った。政界入りまで6年間、財務省の国家予算局長を務めた。
2008年、ブラトゥシェクは社会自由主義政党「ザレス」から国会議員に立候補したが、落選した。2011年の総選挙では、「積極的なスロベニア」から出馬して当選した。同年から、国会の予算監督委員会の委員長を務める。
汚職防止委員会の公式報告書で疑惑が持ちあがっていたゾラン・ヤンコヴィッチが党首辞任したのち、ブラトゥシェクは2013年1月17日に後任の党首に選ばれた。その直後、ヤネス・ヤンシャ率いる内閣が不信任決議を受けて総辞職したため、ブラトゥシェクが次期首相に就任する見通しとなった。
これを受けて、ヤンシャのスロベニア民主党は党の公式Twitterで「彼女の政権は、彼女のスカートの長さよりも短いものに終わるだろう」との反応を示した。グレゴール・ヴィラントはブラトゥシェクの首相就任を歓迎し、「スロベニアに前進をもたらすだろう」と述べた。海外メディアは、ブラトゥシェクが全く新しい政権を発足させることは困難との見通しを示し、ヤンシャ政権によって開始された改革が持続されるかも疑問視した。
その後、積極的なスロベニアと社会民主党の連立で国会内の過半数が確保され、3月20日、正式にブラトゥシェク政権が発足した。彼女は首相として、スロベニア初のモスクの建設を主導した。
2014年4月25日に行われた、積極的なスロベニア党首選挙ではゾラン・ヤンコヴィッチ前党首に敗れ、5月5日に退陣を表明。その後は積極的なスロベニア党から離党し、新たにアレンカ・ブラトゥシェク同盟(ZaAB)を結成。党首に就任した。2016年5月に党名を社会自由民主同盟に変更。
2013年3月、ブラトゥシェクの修士論文のある頁に出典が記載されていないという匿名の指摘があった。ジャーナリストらが査読すると、彼女の88頁からなる論文には34個の出典が記されていたが実際は11個のみで、その中には彼女が勤務し、後に取締役会長となった企業Javni gospodarski zavod Brdoの内部資料が含まれていた。この問題を取材した「スロヴェンスケ・ノヴィツェ」紙は、彼女が文献引用のルールを踏まえずに別の人物（イエスタ・エスピン＝アンデルセンとされている）の著作を盗用していたと書いた。これに関して、リュブリャナ大学の自然科学部は盗作の容疑で、調査を開始した。
現在はクラーニに在住。